# Giselher Klebe
Giselher Wolfgang Klebe, né le 28 juin 1925 à Mannheim (Allemagne) et mort le 5 octobre 2009, est un compositeur allemand qui compte à son actif plus de 140 œuvres dont 14 opéras, 8 symphonies, des concertos, de la musique de chambre et de la musique sacrée.

## Biographie
Très influencé par sa mère, la violoniste Gertrud Klebe, il s'intéresse très tôt à la musique classique qu'il va étudier à Mannheim, puis à Munich où sa famille s'installe en 1932, Rostock où la famille déménage encore en 1936 et à Berlin après le divorce de ses parents. C'est dans cette dernière ville qu'il reçoit une bourse d'études en 1940, alors qu'il avait déjà produit ses premières compositions musicales à l'âge de 13 ans. Il étudie avec Kurt von Wolfur de 1941 à 1943, Josef Rufer (1946) et Boris Blacher de 1946 à 1951.
En 1957, il enseigne la composition à Nodwesdeutsche Musikakademie de Detmold. Il acquiert une réputation dès 1950 avec Die Zwitschermascine, pièce pour orchestre, inspirée d'un tableau de Paul Klee. Mais il est surtout célèbre pour ses opéras. En 1964, il est nommé membre de l'académie des arts de Berlin-ouest et reçoit le prix Hans-Werner-Henze (Hans-Werner-Henze-Preis).
Il est inhumé dans le Cimetière de Detmold-Spork-Eichholz à Detmold.

## Œuvres (liste non exhaustive)
- Sonate pour piano
- Die Räuber : (Les Brigands), opéra d'après Friedrich von Schiller, Düsseldorf 1957
- Die tödlichen Wünsche, (La Peau de chagrin), opéra livret rédigé d'après le roman La Peau de chagrin d'Honoré de Balzac, Düsseldorf, 1959
- Concerto n'1 pour violoncelle
- Die Ermordung Cäsars, (L'assassinat de César), d'après  Düsseldorf Jules César  de  William Shakespeare, Essen, 1959,
- Alkmene, opéra, d'après  Heinrich von Kleist, Berlin, 1961
- Adagio et fugue sur le thème de Die Walküre, (La Walkyrie) de Richard Wagner
- Figaro lässt sich scheiden, (Le Divorce de Figaro), opéra, d'après Ödön von Horváth, Hambourg, 1963
- Jacobowsky und der Oberst, opéra, d'après Franz Werfel, Hambourg, 1965
- Das märchen von der schönen Lilie, opéra, d'après Johann Wolfgang von Goethe, Schwetzingen, 1969
- Ein wahrer Held, opéra d'après John Millington Synge Zurich, 1975
- Das Mädchen aus Domrémy, opéra d'après la Jeanne d 'Arc de Schiller  Stuttgart, 1976
- Das Rendez-vous, opéra, Hanovre, 1977
- Gervaise Macquart, opéra d'après L'Assommoir d’Émile Zola, Düsseldorf, 1995

## Sources
- Dictionnaire de la musique : sous la direction de Marc Vignal, Paris, Larousse, 2011, 1516 p. (ISBN 978-2-03-586059-0), p. 745